# Kiźliszki
Kiźliszki – dawna kolonia. Tereny, na których była położona, leżą obecnie na Białorusi, w obwodzie witebskim, w rejonie brasławskim, w sielsowiecie Plusy.

## Historia
W czasach zaborów ówczesna wieś leżała w granicach Imperium Rosyjskiego.
W latach 1921–1945 kolonia leżała w Polsce, w województwie nowogródzkim (od 1926 w województwie wileńskim), w powiecie brasławskim, w gminie Plusy.
Według Powszechnego Spisu Ludności z 1921 roku zamieszkiwały tu 24 osoby, wszystkie były wyznania rzymskokatolickiego i zadeklarowały polską przynależność narodową. Było tu 5 budynków mieszkalnych. W 1931 w 6 domach zamieszkiwały 23 osoby.
Wierni należeli do parafii rzymskokatolickiej w Plusach. Miejscowość podlegała pod Sąd Grodzki w Brasławiu i Okręgowy w Wilnie; właściwy urząd pocztowy mieścił się w Plusach.